# Macintosh Performa

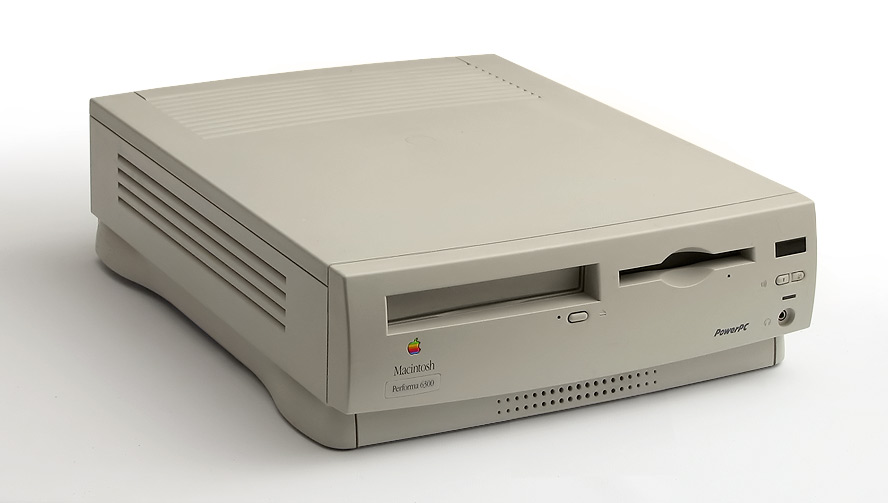
Macintosh Performa 6300

Macintosh Performa é uma série da Apple Computer pensada para computadores de baixo preço e principalmente para despachar stocks de computadores com poucas vendas. Assim alguns Performa tiveram várias subséries (por exemplo o 6100) devido aos diferentes componentes que cada um tinha (principalmente monitores, discos e RAM). Vários modelos Macintosh foram transferidos para a série Performa:
Em fevereiro de 1997, apenas alguns dias depois de Steve Jobs retornar à companhia, a Apple renovou completamente sua linha de computadores desktops, aposentando uma dúzia de modelos Performa baseados nos Power Macintosh 6200 e 6400, sem nenhum substituto, e reduzindo os Power Macintosh a apenas 6 modelos (mais umas poucas variantes Apple Workgroup Server). O fim oficial da marca Performa foi anunciado em 15 de março, como parte de reformas de base na companhia, que incluiam layoffs para 1/3 da força de trabalho da companhia, e cancelamento de diversos produtos de software.